# Estadio Rogelio Silvino Livieres
El Estadio Rogelio Silvino Livieres, por razones de patrocinio llamado Estadio ueno Rogelio Silvino Livieres, es un estadio de fútbol de Paraguay que se encuentra ubicado sobre la Avenida Eusebio Ayala en el Barrio Pinozá de la ciudad de Asunción, capital del país. En dicho escenario, que cuenta con capacidad para 5380 personas, hace las veces de anfitrión el equipo de fútbol del club Guaraní de la Primera División de Paraguay. Debe su nombre a uno de sus más connotados expresidentes.

## Historia
En 1932 bajo la presidencia del señor Jaime Batrina se inauguró el predio deportivo del club Guaraní, precisamente el sábado 14 de mayo. El primer partido oficial se jugó el 22 de mayo  de ese mismo año cuando el aborigen recibió al CALT.
En septiembre del 2008 producto de una política de la Asociación Paraguaya de Fútbol, de dotar de lumínica a todos los estadios de Primera División, se inauguraron las modernas torres dando de esta manera la posibilidad de jugar partidos nocturnos en uno de los estadios de los mejores ubicados en la capital paraguaya.

### Incidentes en la calle 1811 y Av. Eusebio Ayala
El 31 de mayo de 2015 a las 18:45 (hora local) se produce los incidentes entre la barra brava del club Olimpia contra los policías antimotines y de la montada, durante la previa del clásico más añejo, donde hinchas robaron trofeos del museo del Club Guaraní. Las imágenes de la televisión mostraron como los hinchas exhiben los trofeos robados en un sector de las graderías y posteriormente los arrojan al campo de juego.

### Ampliación y remodelación
En 2024, el Club Guaraní anunció que el predio será completamente demolido para la construcción de un nuevo estadio con capacidad para 16.000 personas, que será parcialmente techado, tendrá doble bandeja, palcos lujosos, estacionamiento amplio y también un moderno centro comercial sobre la avenida principal. Dicho proyecto será realizado gracias al apoyo de la CONMEBOL, quien otorgó un préstamo de 2.500.000 USD y también gracias a los aportes de los socios del club. La palada inicial se llevó a cabo en febrero de 2025 y se estima su culminación para el año 2027.

## Partidos internaciones oficiales

### Copa Sudamericana 2012
| 26 de julio de 2012, 18:15 (UTC−4) | Guaraní | 0:1 (0:0) | Oriente Petrolero  | Estadio Rogelio Livieres, Asunción |                              |
|                                    |         | Reporte   | Danilo Carando 52' | Árbitro(s): Daniel Fedorczuk       | Árbitro(s): Daniel Fedorczuk |

| 30 de agosto de 2012, 20:45 (UTC−4) | Guaraní                                  | 2:4 (0:1) | Millonarios                                                      | Estadio Rogelio Livieres, Asunción |                         |
|                                     | Carlos Hidalgo 72' · Luis de la Cruz 88' | Reporte   | Wilberto Cosme 30', 59' · Wason Rentería 52' · Rafael Robayo 85' | Árbitro(s): Raúl Orosco            | Árbitro(s): Raúl Orosco |

### Copa Sudamericana 2013
| 1 de agosto de 2013, 21:50 (UTC−4) | Guaraní | 0:0 (0:0) | Oriente Petrolero | Estadio Rogelio Livieres, Asunción |                            |
|                                    |         | Reporte   |                   | Árbitro(s): Mauro Vigliano         | Árbitro(s): Mauro Vigliano |